# メルクーリイ (ブリッグ・2代)
メルクーリイ(ロシア語: «Меркурий» ミルクーリイ)は、ロシア帝国のブリッグ(Бриг)である。艦名はロシア語で「メルクリウス」のこと。露土戦争中に発生した敵艦隊との非対称戦闘において奇跡的生還を果たし、歴史にその名を残した。

## 概要

### 建造
メルクーリイは、24 lb砲を18 門備えた456 tの2本マスト型帆船であった。艦体は丈夫なクリミア産オークでできていた。偵察・哨戒任務への使用が予定されていた。
メルクーリイは、イヴァン・オスミーニンの設計に基づき、1819年にセヴァストーポリで起工した。1820年には進水し、通算32番目の艦としてロシア帝国海軍の黒海艦隊第4分艦隊へ配備された。

### 初期
1820年から1827年にかけて、メルクーリイは来るべき戦時に備えて黒海上にあった。1827年には軍事作戦に従事し、アブハジア沿岸に派遣された。この任務において、メルクーリイは密輸業者の船舶との戦闘に勝利を収めた。

### 露土戦争
1828年、かねてより関係が険悪であったオスマン帝国との間に露土戦争が勃発すると、メルクーリイも他の黒海艦隊艦艇とともに戦場に投入された。メルクーリイは、アナーパ、ヴァルナ、イーネアダ、ブルガス、シゾポリの各要塞港に派遣された。また、ロシア艦隊の護送船団に対する護衛任務に従事した。5月9日には、ゲレンジークの占領作戦において僚艦ガニメートとともに2 隻のオスマン帝国の輸送艦と戦闘を行い、これを拿捕した。

### 奇跡の脱出
1829年5月14日、戦列艦シュタンダールトとブリッグ・オルフェーイそしてメルクーリイの3 隻からなるロシア艦隊がボスポラス海峡に近い黒海上を航行していた。ロシア艦隊が水平線上で接近しつつあるオスマン帝国艦隊を発見したとき、その戦力は明らかにオスマン帝国側が上回っていた。
非対称戦が避けられない以上、ロシア艦隊はひたすらセヴァストーポリを目指した。しかし、この日の洋上は微風であった。そのため、メルクーリイは敵艦隊の追跡から逃れ得なかった。その上、オスマン帝国艦隊で最高速を誇る2 隻の最強艦セリミエとレアル＝ベイがメルクーリイに追いつこうとしていた。セリミエには、オスマン帝国海軍大将（カプダン＝パシャ)が乗艦していた。
敵艦には、各々100 門以上の火砲が搭載されていた。メルクーリイには、わずか18 門しか備え付けられていなかった。メルクーリイ艦上の司令部は、急遽作戦会議を招集した。勝利を信じる者はなかった。ただ、生きて捕虜となるべきか死すべきかの選択が迫られた。この問いに対し、全士官が力尽きるまで戦うことを選択した。そして、最終的には敵艦に接近し、搭載する爆薬を爆破することが決定された。自爆によりブリッグが藻屑に帰すとも、敵艦とて甚大な被害を受けることは確実であると考えられたのである。決定任務遂行のため、ブリッグの艦長であるアレクサンドル・カザールスキイ少佐は、突入の際に爆薬に点火するために弾を込めた自分の拳銃を用意した。
ブリッグを追撃するオスマン帝国艦隊は、ロシアのブリッグが降伏するであろうことを確信していた。しかし、メルクーリイが決戦を決意したとき、その艦上からは「万歳!(ウラー!)」という歓声が沸き上がった。オスマン帝国艦隊は、このとき戦闘が不可避であることを悟った。
オスマン帝国艦隊は、ブリッグを挟撃する作戦に出た。2 隻の戦列艦はブリッグの両舷に並び砲撃を開始した。今や、戦いの火蓋は切られた。メルクーリイは小型の艦体を生かし、砲火を避けながら戦列艦の間で俊敏な機動を見せた。そして、反撃の火蓋を切った。
2時間を超す戦闘の末、メルクーリイは砲撃により戦列艦レアル＝ベイの1 本のマストを破壊した。レアル＝ベイは航行能力を失い、帆を畳んで戦場を離脱せざるを得なくなった。そのさらに1時間以上にわたり、メルクーリイとセリミエの間で戦闘が繰り広げられた。
戦闘の結果、セリミエもレアル＝ベイのような損傷を受け退却せざるを得なくなった。一方、メルクーリイも甚大な損傷を受け、4 名の命が失われた。しかし、幸運にもそのままセヴァストーポリへ帰り着くことに成功した。この功績により、カザールスキイ少佐は中佐に昇進した。

### オスマン帝国側の回想
この戦闘について、レアル＝ベイに乗艦していた士官は後年こう書き記している。「火曜日の早朝、我々はボスポラスに向かって航行していた。そのとき、3 隻のロシア軍艦を発見した。我々はそれを追跡したが、1 隻にしか追いつけなかった。カプダン＝パシャの艦と我々の艦は、強力な砲撃を行った。事態は聞いたこともなく、また信じがたい方向へ向かった。我々は、その艦を降伏させることがどうしてもできなかったのだ! 艦は回避機動を取りながら百戦錬磨の艦長の全技量と戦いを続け、恥ずかしながら、我々が戦場を放棄するまで諦めなかった。そして、曳航とともに母港へと帰っていったのである。あのブリッグは、恐らく半数以上の乗員を失ったに違いない。というのも、あの艦は我々のつねに射程圏内にいたのだ。もし世界に英雄がいるとしたら、カザールスキイ少佐とメルクーリイの名はエルサレム神殿に金の文字で刻まれることこそ相応しい。わずか20 門の火砲で以って、彼は220 門の敵砲に対峙したのだから。」

### 後半生
激しい損傷を受けていたメルクーリイは、1830年から1831年にかけて実施された軍事作戦には参加しなかった。1832年から1836年にかけて、メルクーリイはセヴァストーポリ工廠でオーバーホールを受けた。
1837年から1839年に行われたカフカースでの軍事作戦に参加したメルクーリイは、陸戦部隊の上陸作戦に従事した。1840年から1843年にかけては、カフカース沿岸を遊弋した。
1851年から1852年にかけて、メルクーリイは第4分艦隊第1戦隊の1 艦として練習航海に参加した。1853年の軍事作戦では、黒海東岸部の遊弋を実施した。
この時期にとられた一連の軍事的行動は、クリミア戦争の引き金のひとつとなった。1854年、いよいよ開戦となると、メルクーリイは熾烈なセヴァストーポリ防衛戦に投入された。メルクーリイの艦体は、南湾(ユージュナヤ・ブーフタ)においてポンツーンとして利用された。
1856年には、ニコラーエフに曳航された。そこで廃艦され、水上倉庫として利用された。1857年11月9日には、海軍大将第180号指令によりメルクーリイは老朽化を理由に除籍された。メルクーリイの解体後、艦体の一部は博物館に寄贈された。また、黒海艦隊では毎年メルクーリイを記念する行事が行われている。

### その名を継ぐもの
武勇艦メルクーリイの名は、後世のいくつかの艦船に受け継がれた。メルクーリイの名を記念した最初の艦となったのは1865年に建造された蒸気コルベットで、「メルクーリヤ記念」という意味の「パーミャチ・メルクーリヤ」という名称が与えられていた。その後、1882年には巡洋艦、1907年には防護巡洋艦に受け継がれた。第二次世界大戦中には、救難艦がメルクーリイと名付けられた。
また、メルクーリイを指揮したカザールスキイ少佐の名も、いくつかの艦艇の名称に選ばれた。その名を記念した最初の艦艇は、1889年に建造された黒海艦隊の通報艦であった。その後、1890年に建造された黒海艦隊の水雷巡洋艦に受け継がれた。
現代のロシア海軍黒海艦隊においても、パーミャチ・メルクーリヤという名の海洋観測艦とカザールスキイという名の掃海艇が運用されていた。しかし、パーミャチ・メルクーリヤは2001年に過積載が原因で沈没している。